# Se devi dire una bugia dilla grossa
Se devi dire una bugia dilla grossa è una commedia teatrale del 1986 diretta da Pietro Garinei, per la regia televisiva di Eros Macchi, con Johnny Dorelli, Paola Quattrini, Gloria Guida e Riccardo Garrone. Da un soggetto originale di Ray Cooney. La commedia è stata trasmessa dai canali della Rai.

## Trama
Palace Hotel, Roma. La coppia De Mitri è in crisi coniugale. La moglie desidera che suo marito resti con lei, ma egli rifiuta dicendo di essere impegnato al Viminale, ma mente poiché deve vedersi, proprio in quello stesso hotel, con una donna, che si scoprirà essere la bellissima Susanna Rolandi, segretaria della FAO. Per combinare l'incontro De Mitri coinvolgerà il suo segretario Mario Girini. Dopo una serie di equivoci, la moglie e il marito scopriranno la dura verità.